# 環縣站
环县站，位于中华人民共和国甘肃省庆阳市环县，是银西高速铁路上的高铁站，于2020年12月26日启用。

## 歷史
- 2020年12月26日启用。

## 車站周邊
- 新营湾小学
- 环江
- 银百高速公路环县南收费站

## 外部連結
- 中国铁路客户服务中心 （页面存档备份，存于）